# Rade Bogdanović
Rade Bogdanović (ser. Раде Богдановић, ur. 21 maja 1970 w Sarajewie) – serbski piłkarz grający na pozycji napastnika. W swojej karierze 3 razy wystąpił w reprezentacji Jugosławii i strzelił w niej 2 gole.

## Kariera klubowa
Karierę piłkarską Bogdanović rozpoczął w klubie FK Željezničar. W 1987 roku zadebiutował w nim w jugosłowiańskiej pierwszej lidze. W Željezničarze grał do 1992 roku, nie odnosząc z nim większych sukcesów.
W 1992 roku Bogdanović wyjechał do Korei Południowej i został piłkarzem klubu Pohang Atoms. W 1992 roku wywalczył z nim mistrzostwo Korei Południowej, a w 1995 roku – wicemistrzostwo. Wraz z Pohang zdobył też Puchar Korei Południowej w 1996 roku i Puchar Ligi Południowokoreańskiej w 1993 roku. W 1997 roku Serb odszedł do japońskiego zespołu JEF United Ichihara, w którym spędził pół sezonu.
Latem 1997 Bogdanović został piłkarzem Atlético Madryt. W Primera División zadebiutował 5 września 1997 w wygranym 5:0 domowym meczu z Realem Valladolid i w debiucie zdobył 2 gole. W Atlético grał w rundzie jesiennej sezonu 1997/1998 i zdobył w niej 6 goli. Zimą 1998 odszedł na wypożyczenie do NAC Breda, gdzie grał do zakończenia sezonu.
Latem 1998 Bogdanović odszedł z Atlético do Werderu Brema. W Bundeslidze niemieckiej swój debiut zanotował 19 września 1998 w wygranym 4:2 wyjazdowym meczu z VfL Wolfsburg. W 1999 roku zdobył z Werderem Puchar Niemiec.
W 2002 roku Bogdanović przeszedł z Werderu do Arminii Bielefeld, w której zadebiutował 11 sierpnia 2002 w meczu z Werderem (3:0). W Arminii grał przez rok, ale nie strzelił w niej gola. W 2003 roku podpisał kontrakt z Al-Wahda FC ze Zjednoczonych Emiratów Arabskich. Grał w nim rok, a następnie zakończył swoją karierę.
| Sezon   | Klub                | Kraj                         | Rozgrywki        | Mecze | Bramki |
| ------- | ------------------- | ---------------------------- | ---------------- | ----- | ------ |
| 1987/88 | FK Željezničar      | Jugosławia                   | Prva liga        | 13    | 2      |
| 1988/89 | FK Željezničar      | Jugosławia                   | Prva liga        | 20    | 1      |
| 1989/90 | FK Željezničar      | Jugosławia                   | Prva liga        | 10    | 1      |
| 1990/91 | FK Željezničar      | Jugosławia                   | Prva liga        | 19    | 0      |
| 1991/92 | FK Željezničar      | Jugosławia                   | Prva liga        | 18    | 0      |
| 1992    | Pohang Atoms        | Korea Południowa             | K-League         | 17    | 3      |
| 1993    | Pohang Atoms        | Korea Południowa             | K-League         | 27    | 9      |
| 1994    | Pohang Atoms        | Korea Południowa             | K-League         | 33    | 22     |
| 1995    | Pohang Atoms        | Korea Południowa             | K-League         | 31    | 8      |
| 1996    | Pohang Atoms        | Korea Południowa             | K-League         | 39    | 13     |
| 1997    | JEF United Ichihara | Japonia                      | J-League         | 16    | 8      |
| 1997/98 | Atlético Madryt     | Hiszpania                    | Primera División | 14    | 6      |
| 1997/98 | NAC Breda           | Holandia                     | Eredivisie       | 13    | 6      |
| 1998/99 | Werder Brema        | Niemcy                       | Bundesliga       | 23    | 8      |
| 1999/00 | Werder Brema        | Niemcy                       | Bundesliga       | 22    | 4      |
| 2000/01 | Werder Brema        | Niemcy                       | Bundesliga       | 11    | 3      |
| 2001/02 | Werder Brema        | Niemcy                       | Bundesliga       | 0     | 0      |
| 2002/03 | Arminia Bielefeld   | Niemcy                       | Bundesliga       | 19    | 0      |
| 2003/04 | Al-Wahda FC         | Zjednoczone Emiraty Arabskie | UAE League       | ?     | ?      |

## Kariera reprezentacyjna
W reprezentacji Jugosławii Bogdanović zadebiutował 12 czerwca 1997 roku w wygranym 3:1 meczu Korea Cup 1997 z Ghaną. W debiucie zdobył 2 gole. W Korea Cup 1997 wystąpił także w 2 kolejnych meczach. W kadrze narodowej zagrał więc łącznie 3 razy strzelając 2 bramki.
| Mecze i gole w reprezentacji | Mecze i gole w reprezentacji | Mecze i gole w reprezentacji | Mecze i gole w reprezentacji | Mecze i gole w reprezentacji | Mecze i gole w reprezentacji | Mecze i gole w reprezentacji |
| #                            | Data                         | Stadion                      | Rywal                        | Wynik                        | Gol                          | Rozgrywki                    |
| 1997                         | 1997                         | 1997                         | 1997                         | 1997                         | 1997                         | 1997                         |
| ---------------------------- | ---------------------------- | ---------------------------- | ---------------------------- | ---------------------------- | ---------------------------- | ---------------------------- |
| 1.                           | 12.06.1997                   | Seul, Korea Południowa       | Ghana                        | 3:1                          | 2                            | Korea Cup 1997               |
| 2.                           | 14.06.1997                   | Suwon, Korea Południowa      | Egipt                        | 0:0                          | 0                            | Korea Cup 1997               |
| 3.                           | 16.06.1997                   | Seul, Korea Południowa       | Korea Południowa             | 1:1                          | 0                            | Korea Cup 1997               |